# Tristenium temae
Tristenium temae là một loài chân đều trong họ Stenetriidae. Loài này được Mueller miêu tả khoa học năm 1991.